# Ян Свелінк
Ян Пітерсзон Све́лінк (нідер. Jan Pieterszoon Sweelinck, квітень або травень 1562, Девентер — 16 жовтня 1621, Амстердам) — нідерландський композитор, органіст, клавесиніст і педагог. Засновник північнонімецької органної школи.

## Життєпис
Народився у місті Девентер, син органіста. Працював в Амстердамі, зокрема у Старій церкві (Аудекерк).
Автор великої кількості органних творів — ричеркарів, фантазій, капричіо, токат, для цих творів властива варіаційна форма, що складається з кількох великих частин, що слідують з наростанням ритмічної активності; тема варіюється шляхом ритмічних змін, обернень і стретних вступів; використання в експозиції кварто-квінтових імітацій підготовляє форму фуги. Принципи варіаційної обробки хоралів Свелінка отримали подальший розвиток у творчості його учнів і були продовжені Й. С. Бахом. У варіаціях на світські теми німецьких, французьких, англійських та інших композиторів того часу, в тому числі на теми Дж. Дауленд і П. Філіпса, особливо позначається вплив англійських верджинелістов, що виявляється у мелодико-гармонічному розвитку, окремих технічних прийомах, поряд з імітаційно-поліфонічними побудовами є і розділи гомофонно-гармонічні.
Окрім того, Свелінк є автором понад 250 вокальних творів (мотети, мадригали, шансони, псальми). Серед учнів Свелінка — Міхаель Преторіус, Самуель Шейдт, Пітер Гассе.